# PTS (車両)
PTS（ロシア語: ПТС）は、ソビエト連邦で開発された水陸両用装甲車両である。開発時の名称は、Ob'yekt 65だった。
1965年より生産が始まり、積載量は先代のBAV 485の2~4倍の容量がある。不整地走破性能は優れているが、装軌式であるため製造コストがやや高い。

## 派生型
- PTS-M（ロシア語版）
- PTS-2（ロシア語版）
- PTS-3（ロシア語版）
- PTS-4（ロシア語版）

## 運用国
- アルジェリア[要出典]
- エジプト - PTS-M (バドル作戦で使用)[1]
- ジョージア[要出典]
- インドネシア (インドネシア海兵隊)[要出典]
- イラク[要出典]
- セルビア[2] - PTS-Mを12輌運用[要出典]
- ポーランド - PTS-Mを282輌運用 [3]
- スーダン[4]
- シリア[要出典]
- ウクライナ - PTS-2を15輌運用[要出典]
- ノヴォロシア - PTS-2[5]
- ウルグアイ - PTSを2輌運用[6]
- ベトナム[7]

## かつて運用していた国
- クロアチア - PTS-2を4輌運用[要出典]
- チェコ
- チェコスロバキア
- ハンガリー - PTS-2を51輌運用[要出典]
- ラトビア[要出典]
- スロバキア
- ソビエト連邦 - 後継国家に引き継がれた
- ユーゴスラビア
- スルプスカ共和国